# Четвертаков Єрмолай Васильович
Єрмолай Васильович Четвертаков, Четвертак або Єрмолай Васильєв (1781, село Мефедівка, тепер Середино-Будського району Сумської області - після 1814) — герой Вітчизняної війни 1812 року, солдат Київського драгунського полку.
Походив із кріпосних селян. У 1804 році був зданий солдатом у Київський драгунський полк.
Учасник воєн проти наполеонівських військ 1805—1807 рр.
Під час Вітчизняної війни 1812 року, перебуваючи в складі полку в ар'єргарді військ генерала П. П. Коновніцина, в бою 19 (31) серпня біля села Царьово-Займище потрапив у полон. У полоні Четвертаков пробув три дні, а в ніч на четвертий втік від французів, коли у тих було днювання в місті Гжатськ, захопивши із собою коня і зброю.
Сформував із селян декількох сіл Гжатського повіту Смоленської губернії партизанський загін, успішно діяв проти загарбників. Захищав села від мародерів, нападав на транспорти і великі французькі підрозділи, що проходили повз них, завдавав їм відчутних втрат. Незабаром чисельність загону зросла до 300, а потім 4 тис. осіб.
Є.Четвертаков організував навчання селян стрільби, налагодив розвідувальну і вартову службу і здійснював напади на групи наполеонівських солдатів. Офіцери французьких частин, що мали бойові зіткнення з Четвертаковим, дивувалися його мистецтву і не хотіли вірити, що командир партизанського загону простий солдат. Французи вважали його офіцером у чині не нижче полковника.
У листопаді 1812 року Єрмолай Четвертаков приєднався до свого полку, брав участь у визвольних походах російської армії 1813—1814 років. 
У листопаді 1812  року він був возведений в унтер-офіцери. За ініціативу і мужність Є. Четвертаком був нагороджений відзнакою Військового ордена.